# Сеяньтоський каганат
Сеяньтоський (Сюеяньтоський) або Сирський каганат (605 —646 роки) — середньовічна держава в південному Сибіру і північній Монголії, що відкоремилася від Східнотюркського каганату. Відомий також як Другий уйгурський каганат. Знищена імперією Тан.

## Історія
Держава сформувалося з двох племен (сир (в китайському варіанті сюе) та юньдлуг (в китайському варіанті яньто, в тюркському — тардуш). Перше було одним з племен тєле (предків давніх уйгурів), яке 546 року після знищення держави Гаоцзюй військами Жужанського каганату відкочувало вздовж Алтаю. Юньдлуг (яньто) вважається одним з алатських племен (споріднених з тюрками), нащадком племені, що у 350-х роках підкорилося ранньояньському імператору Мужун Цзюнь.
Згодом сюе підкорили яньто, утворивши єдиний союз сеяньто (відомий також як сир-тардуш або сир-юньдлуг). Він поступово збільшується і стане найсильнішим з племенних союзів тєле. Ймовірно деякий час був васалом жужанів.
У 605 році Хешана-каган, володар Західнотюркського каганату, стратив 100 старійшин тєле, що спричинило повстання проти тюрків. Вождь Ишбара був оголошений повсталими Їеде-ханом. За правління Шегуй-хана, Їжі-каган склав свої повноваження і визнав себе васалом тюрків. Він вивів племена сеяньто у Хангайські гори, де створив власний каганат. В китайських офіційних джерелах вона низвалася «дев'ять племен» (токуз-огузи). Втім у 612/613 роках Сеяньтоський каганат зазнав поразки й знову визнав зверхність Західнотюркського каганату.
У 625—629 роках війська сеяньто брали участь у війнах Західнотюркського каганату проти Східнотюркського каганату. У 627 році в союзі зі спорідненими племенами хуйху-уйгурів та байирку було завдано поразки східним тюркам.
У 630 році з початком занепаду Західнотюркського каганату Інан-хан оголосив себе каганом сеньято. У 634 році каганат брав участь у поділі Східнотюркської держави.
Ситуація змінилася, коли до 642 року імперія Тан фактично встановила свою владу над Західнотюркським каганатом. У 645 році почалася війна Сеньтоської держави з імперією та її союзниками — хуйху-уйгурів та байирку. Зрештою Ільтебучі-каган зазнав поразки й загинув, а держава сеяньто припинила існування.
Незабаром старійшини уйгурів надіслали імператору прохання про вступ у підданство. Імператор прийняв їх і розділив степ між родами. Сеяньто увійшли до складу Другого східнотюркського каганату, а після його загибелі 744 року під новою назвою — кипчаки, — рушили на захід.

## Територія і населення
Охоплювала землі від Алтаю на заході до Хінгану на сході і від озера Байкалу на півночі до пустелі Гобі на півдні. 
Фактично народи сеяньто очолили конфедерацію тєле, де іншими найвпливовішими племенами були байрику, цібі й хуйху (хойху)-уйгури.

## Устрій
Панівним був рід Іліди (Іліту). Уся політична та військова влада зосереджувалася в кагана. Його ставка розташовувалася в горах Яньмошан та на північному березі річки Туул. Про державне управління обмаль відомостей, але припускають, що воно наслідувала Тюркський каганат.

### Кагани
- Їеде-хан (605—615)
- Ін-чор Більге-хан (615—645)
- Домі-хан (645—646)
- Ільтебучі-каган (646)